# となりの吸血鬼さん
『となりの吸血鬼さん』（となりのきゅうけつきさん）は、甘党による日本の4コマ漫画。『月刊コミックアライブ』（KADOKAWA・メディアファクトリーブランド）にて2013年8月号および、2014年1月・5月・6月号に掲載ののち『月刊コミックアライブ』内の「雑誌内雑誌」としての『コミックキューン』にて2014年10月号より連載を開始し、2015年10月号より同誌の独立創刊に合わせての連載に移行。2021年12月号で完結。

## あらすじ
ある日、生きた人形がいるという人形の館の噂を聞いた天野灯は、その人形を家に連れ帰ろうと館を探しに行き、その途中に森で迷子になってしまう。そんな彼女を助けたのが、人形の館と噂されていた屋敷の主であり、吸血鬼のソフィー・トワイライトだった。まるで人形みたいにかわいいソフィーを一目で気に入った灯は毎日のように屋敷に通い始め、やがてそのまま住み始めてしまう。
二人の出会いをきっかけに、元々一人でひっそりと暮らしていたソフィーの回りにはやがて灯の友達の夏木ひなたや、100年ぶりに目を覚ましてソフィーを追いかけてきた同じ吸血鬼のエリーがやってきて、どんどんにぎやかになっていく。
ちょっと変わった人間の少女と、ネットや家電を使いこなすいまどき吸血鬼の同居コメディ。

## 登場人物

### 主要人物
ソフィー・トワイライト
声 - 富田美憂
生年月日 - 1651年11月（360歳代） / 好きなこと・もの - 夜間の散歩、サイン本収集 / 嫌いなこと・もの - 幽霊、雷、流水、日光、にんにく、十字架、犬 / 身長 - 151センチメートル
本作における吸血鬼側の主人公。外見は長い銀髪と赤い目が特徴の13歳くらいの美少女で、生きて動く西洋人形とでも言うべき見目麗しくも人によっては少し恐怖を覚える風貌をしている。
オタク趣味を持っており、アニメをパソコンで視聴したり、テレビや映画を視聴したり、テレビゲームをプレイしたり、漫画・フィギュア・小説などをコレクションしたりしている。出身はイギリスである。ゲームソフト『スーパー●リオ2』を買うために来日し、そのまま日本に住むようになった。アニメの影響もあってか女子高生に憧れている節があり、女子高生らしいことを行ったり、女子高生らしい物をもらった時には大喜びまたは感動する。アニメキャラの絵入りの抱き枕を自身の寝る棺に入れている。日中は日傘とマントがないと外出ができず、コミックマーケットへの参加も諦めていたが、後に美月と灯の協力を得て参加を果たした。
血液はネット通販で購入したものを摂取しており、他人を襲って血を吸うようなことはしない。ホラーや足の裏をさわられる他、生まれたころは入浴は良くないことと教えられていたことから風呂が大の苦手。落ち着いた性格であまり感情的になることは少ないが、根が優しく他人思いな真面目な人柄であるため困ってる人を放っておけず世話を焼く良識的な人物である。周囲と比べて常識的であり、庶民的で現代社会には適応しているが、吸血鬼であるため人間に対する感覚が多少ずれていたり誤解している部分もある。
元人間で、家族とはすでに死別している。友達や恋人はこれまで皆無だったため、寿命差による苦しみはないが、孤独の寂しさは感じている。
夜は健康のために散歩に出かけるようにしており、この時の様子が近所の怪談話として多数噂になっている。
天野 灯（あまの あかり）
声 - 篠原侑
好きなこと・もの - ソフィー、お人形さん / 嫌いなこと・もの - 虫、熊、怖い人 / 身長 - 158センチメートル
本作における人間側の主人公。高校生の少女。他人に嫌がられるほどの人形好き。偶然会ったソフィーを「私の好きなお人形さんのイメージそのもの」と言ってすぐに気に入り、家に遊びに通うようになり、ほどなく共に住むようになった。手先が器用で、料理ができる他、裁縫も得意で瞬時に浴衣や衣装を作ってしまうほど手際がいい。部屋には多くの人形があり、その手入れ（灯曰く「お世話」）を日課としている。
愛らしい見た目とは裏腹にホラーは大の得意であり、ソフィーやエリーに脅されてもまったく恐れない他、朔夜が以前取材した髪が伸びる呪いの日本人形すらも欲しがるほどの怖いもの知らずだが、虫は嫌い。また、蕎麦アレルギー持ちである。
性格は温和で優しいが己の欲求に忠実で、ソフィーを襲おうとしたり、時には寝ている彼女をカバンに詰めて輸送して海に連れ出すなど破天荒な行動に出ることがあるため、エリーですら「悪魔みたいな娘」と称している。
父（声 - 上田燿司）と母（声 - かかずゆみ）はソフィーが美少女であると知った途端に即座にソフィー宅での娘の滞在を許可したりと、娘と似た嗜好の持ち主であることが窺える。
夏木 ひなた（なつき ひなた）
声 - Lynn
好きなこと・もの - 灯、犬と遊ぶこと / 嫌いなこと・もの - 幽霊やホラー系
灯の友達。灯についての情報（1年ごとの身長の伸び、好きなパジャマの柄、スリーサイズなどに加え、彼女に対して多少美化し過ぎている部分も）を過剰に知っているなど友人以上（というより恋人にしたいほど）の特別な想いを抱いており、そのため、灯に友達が出来た際、戸惑いを見せたり、ソフィーに嫉妬することもある。幼いころに虫取りに乗じているなど男勝りな性格だが、中学生時代に男子に豊胸をからかわれたことからそれがコンプレックスである。ホラーが苦手など女の子らしい一面もあり、ソフィーと気が合うが灯の前だと格好悪い所を見せたくないと強がって怖い目に遭う。
夏木 みかげ（なつき みかげ、声 - 紡木吏佐）という弟がいる。また、みかん（声 - 奥井ゆうこ）という犬を飼っている。
エリー
声 - 和氣あず未
生年月日 - 1560年8月 / 好きなこと・もの - 美女、宝石、美しいもの、血 / 嫌いなこと・もの - 流水、日光、にんにく、十字架、犬、本気で怒ったソフィー
金髪の吸血鬼の少女。原作9話、アニメ4話から登場。トランシルヴァニア出身のマジャル人である。1915年から2014年まで眠っていた後にソフィーを探して来日し、ソフィーと再会後その近所に住み始めた。お洒落で高飛車な性格で、友人であるソフィーや灯でさえ召使いのように扱う。 幼い姿をしているが、ソフィーより年齢は100歳近く上。ソフィーと同じ元人間で、貴族の出であることを匂わせる描写もある。母親のような綺麗な大人の女性に憧れていた想いが叶わぬまま吸血鬼になった過去があるため、幼い姿をネタにされるとムキになる癖があるが、同身長の朔夜に対しては仲間意識を持った。
吸血鬼としての特性を除けばむしろ人間である灯以上に常識人なソフィーとは違い、「吸血行動に抵抗を示さない」など、人間との共生で齟齬が生じかねない価値観や言動が多い傾向がある。一方、美やお洒落に対する意識は高く、数世紀前の衣服を未だに着用したりするソフィーに苦言を呈し日中に買い物に連れ出すこともある。
長年眠っていたため、現代の金銭感覚がわからない。
家事のスキルは壊滅的であり、人間の召使いを雇っても長続きしないため、家の片づけはソフィーが訪問した際にあわせて行うことが多い。
ソフィー曰く、「生前の行いが悪くて吸血鬼になったタイプ」とのことだが、憶測の話のため真偽は不明。
倉井 朔夜（くらい さくや）
声 - 日高里菜
灯のクラスメイト。 灯同様愛らしい姿をしているが怖い話が好きで、 趣味はオカルト。オカルトサークルを主催しており、部長だが会員は彼女のみ。文化祭では琵琶法師の如く怪談弾き語りライブを開催し、女学生たちを阿鼻叫喚させた。なお、ハロウィンパーティーでも披露しており、ひなたは恐怖のあまり失神した。
チョコレートに血を混ぜようとするなど、灯に似た危険な思想も持ち合わせている。
青木 夕（あおき ゆう）
声 - 内田彩
灯のクラスメイト。朔夜の親友で朔夜からそれ以上の感情を抱かれている。文芸部に所属しており、自作の小説と詩も書いている。ときどき朔夜のサークルを手伝っている。個性的な周囲に比べて、物静かでシャイな性格。
アニメには青木 朝日（あおき あさひ、声 - 遠野ひかる）という妹が登場している。

### その他の人物
森（もり）
声 - 片貝薫
ソフィー宅の隣に住む50代の女性。ソフィーのことを気にかけているようで、時々食べ物のおすそ分けを持ってくるが、ソフィーは血液以外口にしないため持て余している。健康のためにジョギングをしている。
山田（やまだ）
声 - 佐々木未来
灯のクラスメイト。風邪を引いた妹（声 - 朝日奈丸佳）が心配で様子を見に早退するために、灯が忘れた弁当を届けに偶然来ていたソフィーに授業の替え玉を依頼した。授業を担当した教師（声 - M・A・O）によると、普段の授業態度は居眠りしたりとあまり良くはないようで、授業を真面目に受けたソフィーの努力は結果的に無駄となってしまった。文化祭では妹を連れ、灯が羨ましがったり、張り合うほどの仲の良さを見せていた。
田辺（たなべ）
声 - 西谷修一
ソフィー宅の近所に住む高齢の男性。趣味は盆栽。
ヴァンパイアハンター
声 - 潘めぐみ
本名は不明。ヴァンパイアハンターを志している少女。小さな胸に短髪で、ボーイッシュな外見をしている。100年近く前に吸血鬼に襲われ吸血鬼となり苦しんでいる曾々々々祖父（声 - 佐々健太）のためにヴァンパイアハンターを志した過去を持つ。
ソフィーがSNSにアップロードした自宅周辺の情報を頼りに彼女の自宅を一日中探し回り、行き倒れていたところを彼女達に発見され助けられる。その後、自身の素性を知った途端、不審な様子を見せるソフィー達を訝しみながらも、結局気付かずにソフィー宅で一夜を過ごす。翌朝の帰り際にソフィーがうっかり手を灰にしてしまったところを目撃したことで、遂に彼女が吸血鬼であることに気付くが、彼女が人間と共存している善人であることを悟り、何もせずに去って行った。
有明 美月（ありあけ みづき）
ソフィー宅の近所に住む20代のOL。同人作家で、ソフィーのオタク仲間。ソフィーと親しくすると灯が嫉妬し、張り合おうとする。
暁 焔（あかつき ほむら）
吸血鬼に強い憧れを抱き、吸血鬼になりたいと願っている少女。灯たちと同じ高校一年生だが、見た目が幼いため、最初、中学生と誤解されていた。コウモリ型のヘアピンを身に着け、飲み物もクランベリージュースなどの血に似たものを嗜むようにしているが、閉所恐怖症のため、棺で寝ることはできないと公言している。
最終的に、ソフィーとエリーの話から今すぐに吸血鬼になることは不可能であることは理解したが、それでもいつか吸血鬼になれた時のために吸血鬼としての生き方を学ぶため、2人の弟子になることで落ち着いた。

## 吸血鬼
血液を吸い、栄養源とする不死の存在。ソフィーやエリーが該当する。本作では以下のような特性が明らかとされている。
- 生きた死体、すなわち亡者であるため、呼吸や新陳代謝といった生体活動がなく、体温は人間と比べて常にとても低い[注釈 12]。暑さや寒さを苦痛と感じない。当然、寒さで凍えることはなく風邪などの病気にもならない。
- 夜行性。昼に睡眠をとり、夕方ごろから活動する。人間と同じ時間帯に活動すると徐々に気分が沈んでネガティブになる。
- 睡眠時は棺に入る。ベッドなど周囲が囲まれておらず蓋のない場所だと落ち着いて眠れない。
- 夜目が利く反面、晴天の昼間の屋外などでは眩しくて物が良く見えなくなる。
- 体に直射日光を浴びると浴びた部分が灰になる[注釈 13]。また、日よけを万全にしても晴天時の屋外など日光の存在下では弱体化し、極端に体力が落ちる。ちなみに日焼け止めはあまり効果がない。
- 不老不死。身体の一部分が日光によって灰になっても夜になれば元通りに戻る。頭部を失った状態になっても生活は可能である。ただし、棺に入れられた状態で火葬されると葬れる。
- 不確実ながら、吸血鬼の意思によって人間を伝染的に吸血鬼に変質させることができる[注釈 14]。人間が吸血鬼になった場合、変質した時点の容姿・体格・加齢度で固定される。そのため、老化が進んだ状態やエリーのように未成熟な状態で変質したことに嘆く者もいる。また、人間だったころの価値観が失われ（記憶は残る）、そのため人間との会話で齟齬が発生しやすくなる。
- 見かけによらず怪力。作中では片手でロードローラーを軽々と持ち上げる実力をソフィーが発揮している。
- 蝙蝠状の羽を生やし、飛翔することができる。
- 人間の血液を摂取し、その中の生命力のようなものを栄養とする。そのため、生者でない吸血鬼同士での吸血行為は空腹を紛らわす程度にしかならない。経口摂取以外にも化粧水のように擦りこんだり風呂に入浴剤のように混ぜるなどして肌から摂取することで美容にも効果がある。血液以外の飲食物を口にすることができない訳では無いものの、味は殆ど分からず、自身の栄養にもできない。アニメ第8話では、エリーがチョコレートドリンクを飲みながら「昔は正体を隠すためにチョコレートを飲んでいた」「味はよく分からない」と発言しており、アニメ第9話ではヴァンパイアハンターから正体を隠すため、ソフィーとエリーがおにぎりを食した。
- ニンニクが極端に苦手。わずかに匂いがするだけでも逃げるほどである。
- 流水が苦手。そのため、洗い物は全自動食洗器や洗濯機に頼りきりである。シャワー程度であれば問題はないが心理的抵抗があるため、浴びるために心を鎮めるなど覚悟の必要がある。厳密には川や海など、字のごとく流れのある水が苦手であるため、入浴やプールは問題ない。
- ソフィー曰く「墓を荒らすアンデッドの敵」であることから犬が苦手。ソフィーだけでなくエリーも怖がっている。柴犬のように顔の模様の影響で四つ目に見える種類は特に苦手。
- 姿が鏡に映らない。そのため、化粧や身だしなみは他人にやってもらうか、自力で当てずっぽうにやって確認してもらうなど、他人に依存することとなる。ただし携帯カメラなどでの撮影は可能。
- 植物の種など多数の粒を見ると、その粒の数を数えなければ気が済まない。
- 教会が苦手で、十字架を目の前にかざされると不快感を催す。

## 書誌情報
- 甘党『となりの吸血鬼さん』 KADOKAWA 〈MFCキューンシリーズ〉、全8巻
  1. 2015年9月30日発行（同日発売[23]）、ISBN 978-4-04-067797-2
  2. 2016年6月30日発行（同日発売[24]）、ISBN 978-4-04-068407-9
  3. 2017年8月26日発行（同日発売[25]）、ISBN 978-4-04-069357-6
  4. 2018年3月26日発行（同日発売[26]）、ISBN 978-4-04-069783-3
  5. 2018年9月27日発行（同日発売[27]）、ISBN 978-4-04-069783-3
  6. 2019年8月26日発行（同日発売[28]）、ISBN 978-4-04-065877-3
  7. 2020年8月27日発行（同日発売[29]）、ISBN 978-4-04-064912-2
  8. 2021年12月27日発行（同日発売[30][31]）、ISBN 978-4-04-064912-2 / ISBN 978-4-04-680878-3（アクリルスタンド付き特装版）
- 『となりの吸血鬼さん 公式コミックアンソロジー』
  - 2018年9月27日発売[32]、ISBN 978-4-04-069783-3
- 『となりの吸血鬼さん画集』
  - 2019年3月30日発売[33]、ISBN 978-4-04-065659-5

## テレビアニメ
2018年10月から12月にかけてAT-X・TOKYO MXほかにて放送された。原作連載時点とは年代がズレているため、年代は「201X年」と表現される。

### スタッフ
- 原作 - 甘党[5]
- 監督 - 秋田谷典昭[5]
- 副監督 - 福島利規[5]
- シリーズ構成・脚本 - 髙橋龍也[5]
- キャラクターデザイン・総作画監督 - 酒井孝裕[5]
- コンセプトデザイン - 杉村苑美[34]
- プロップデザイン - コレサワシゲユキ、灯夢[5]
- 美術監督・美術設定 - 松本浩樹[5]
- 色彩設計 - 鈴木ようこ[5]
- 撮影監督 - 廣岡岳[5]
- 編集 - 坪根健太郎[5]
- 音響監督 - 明田川仁[5]
- 音楽 - 藤澤慶昌[5]
- 音楽制作 - 日本コロムビア[5]
- 音楽プロデューサー - 伊香賀進
- プロデューサー - 松永孝之、河本紗知、山崎史紀、山本匠、礒谷徳知、柏谷智浩、和泉勇一、田中麻璃奈（第2話 - 第12話）
- アニメーションプロデューサー - 富岡哲也
- アニメーション制作 - Studio五組、AXsiZ[5]
- 製作 - となりの吸血鬼さん製作委員会

### 主題歌
共に歌はソフィー・トワイライト（富田美憂）、天野灯（篠原侑）、夏木ひなた（Lynn）、エリー（和氣あず未）による。
「†吸tie Ladies†」
オープニングテーマ。作詞・作曲・編曲は園田健太郎。
「HAPPY!!ストレンジフレンズ」
エンディングテーマ。作詞は宮嶋淳子、作曲・編曲はYu。

### 各話リスト
| 話数   | サブタイトル                   | 絵コンテ   | 演出       | 作画監督                                                                          |
| ------ | ------------------------------ | ---------- | ---------- | --------------------------------------------------------------------------------- |
| 第1話  | 闇の一般市民                   | 秋田谷典昭 | 守田芸成   | 酒井孝裕                                                                          |
| 第2話  | 灯の友達                       | 福島利規   | 笹原嘉文   | 小関雅                                                                            |
| 第3話  | 吸血鬼学校へ行く               | 秋田谷典昭 | 村田尚樹   | 小島唯可 山村俊了                                                                 |
| 第4話  | ソフィーとエリー               | 鈴木輪流郎 | 鈴木輪流郎 | 南伸一郎 小川一郎                                                                 |
| 第5話  | 吸血鬼の料理                   | 沖崎光一   | 藏本穂高   | 小関雅 小島唯可 大高雄太 向川原憲                                                 |
| 第6話  | インタビューウィズヴァンパイア | 本間修     | 本間修     | 成松義人 服部憲知 斎藤雅和 柳孝相 debris札幌 鷲田敏弥 田森優希 スタジオマスケット |
| 第7話  | 吸血鬼とすごす夏休み           | 室谷靖     | 村田尚樹   | 小島唯可 山村俊了 片岡英之 大髙雄太 小橋陽介 服部憲知 山本真嗣 粉川剛             |
| 第8話  | 夏休み最後の日                 | 福島利規   | 北川正人   | 浮村春菜 K-PRO                                                                    |
| 第9話  | 吸血鬼VSヴァンパイアハンター   | 名村英敏   | 濱崎徹     | 正木優太 永山恵 寿夢龍                                                            |
| 第10話 | 吸血鬼と年末                   | 杉村苑美   | 杉村苑美   | 南伸一郎 丸英男 服部憲知 小島唯可 山本正嗣 松本和志 関口雅浩                      |
| 第11話 | 風邪の季節                     | 秋田谷典昭 | 守田芸成   | 斎藤雅和 柳孝相 星山企画 スタジオマスケット                                       |
| 第12話 | 巡る季節と吸血鬼               | 福島利規   | 藏本穂高   | 酒井孝裕 小関雅 小橋陽介 小島唯可 山本真嗣 関口雅浩 大高雄太                      |

### 放送局
| 放送期間                 | 放送時間                     | 放送局     | 対象地域 | 備考                                 |
| ------------------------ | ---------------------------- | ---------- | -------- | ------------------------------------ |
| 2018年10月5日 - 12月21日 | 金曜 21:00 - 21:30           | AT-X       | 日本全域 | 製作参加 / CS放送 / リピート放送あり |
| 2018年10月6日 - 12月22日 | 土曜 22:00 - 22:30           | TOKYO MX   | 東京都   |                                      |
|                          |                              | サンテレビ | 兵庫県   |                                      |
| 2018年10月7日 - 12月23日 | 日曜 23:30 - 月曜 0:00       | BS11       | 日本全域 | BS放送 / 『ANIME+』枠                |
| 2018年10月9日 - 12月25日 | 火曜 3:05 - 3:35（月曜深夜） | テレビ愛知 | 愛知県   |                                      |

| 配信開始日     | 配信時間           | 配信サイト |
| -------------- | ------------------ | --- |
| 2018年10月5日  | 金曜 23:00 - 23:30 | AbemaTV |
| 2018年10月13日 | 土曜 更新          | dアニメストア ニコニコ生放送 ニコニコチャンネル GYAO! ひかりTV FOD バンダイチャンネル Hulu J:COMオンデマンド ビデオパス アニメ放題 U-NEXT Amazonプライム・ビデオ あにてれ Rakuten TV DMM.com ビデオマーケット HAPPY!動画 |
| 2018年10月16日 | 火曜 更新          | ムービーフルplus |

### BD / DVD
| 巻 | 発売日         | 収録話          | 規格品番  | 規格品番  |
| 巻 | 発売日         | 収録話          | BD        | DVD       |
| -- | -------------- | --------------- | --------- | --------- |
| 1  | 2018年12月21日 | 第1話 - 第3話   | MFXC-0029 | MFBT-0080 |
| 2  | 2019年1月30日  | 第4話 - 第6話   | MFXC-0030 | MFBT-0081 |
| 3  | 2019年2月27日  | 第7話 - 第9話   | MFXC-0031 | MFBT-0082 |
| 4  | 2019年3月27日  | 第10話 - 第12話 | MFXC-0032 | MFBT-0083 |